# Eugène Van Roosbroeck
Eugène Van Roosbroeck (ur. 13 maja 1928 w Noorderwijk, zm. 28 marca 2018 w Westerlo) – belgijski kolarz szosowy, złoty medalista olimpijski. 

## Kariera
Reprezentant kraju podczas igrzysk olimpijskich w Londynie. Razem z Lode Woutersem i Leonem De Lathouwerem wygrał w drużynowym wyścigu ze startu wspólnego. Dopiero w 2010 Belg otrzymał swój złoty medal za udział w wyścigu, ponieważ po zakończeniu konkurencji nie odbyła się dekoracja, a drużyna belgijska wróciła do kraju dwa dni później, nie odbierając medali. Indywidualnie  zajął w wyścigu szosowym 12. lokatę.